# Fabio Conforto
Fabio Conforto (Trieste, 13 agosto 1909 – Roma, 24 febbraio 1954) è stato un matematico italiano, tra i maggiori rappresentanti della scuola italiana di geometria algebrica.

## Biografia
Dopo le scuole elementari e medie a Vienna e il liceo a Trieste, sotto consiglio di Oscar Chisini si iscrive all'Università degli Studi di Roma "La Sapienza", laureandosi in matematica il 3 luglio del 1931. Fra i suoi docenti, Guido Castelnuovo, Federigo Enriques, Tullio Levi-Civita, Mauro Picone, Gaetano Scorza, Francesco Severi. 
Trascorso un periodo di studio in Germania, ritorna a Roma, come assistente alla cattedra di geometria analitica e descrittiva retta da Gaetano Scorza, a cui subentrerà nel 1939, per la morte di questi, dopo aver conseguito la libera docenza nella stessa disciplina nel 1936. Terrà questa cattedra fino alla prematura morte. 
Oltre alla cattedra di geometria, ebbe pure gli incarichi di insegnamento di storia della matematica, teoria dei numeri, topologia presso la Facoltà di Scienze de La Sapienza, nonché tenne diversi corsi superiori di geometria algebrica all'INDAM. Insegnò pure all'Istituto per le Applicazioni del Calcolo e all'Università dell'Aquila. Durante il secondo conflitto mondiale, fu docente di geometria e meccanica razionale all'Accademia Militare di Lecce.
Oltre ad aver trattato problematiche concernenti la geometria differenziale (in particolare, il calcolo differenziale assoluto) e la fisica matematica (in particolare, la teoria dell'elasticità), i suoi maggiori risultati riguardarono la geometria algebrica, in particolare la teoria delle varietà algebriche, la teoria delle funzioni abeliane e delle funzioni quasi abeliane, grazie ai quali fu premiato dall'Accademia Nazionale dei Lincei nel 1954. 
Si dedicò pure alla storia della matematica e della scienza.
Tra i suoi allievi,  Mario Benedicty, Gianfranco Panella (1929-1993), Mario Rosati, Maria Scafati.

## Opere principali
- Le superficie razionali, nelle lezioni del Prof. F. Enriques, Nicola Zanichelli Editore, Bologna, 1939 (con successive edizioni).
- Funzioni abeliane e matrici di Riemann, V. Ferri, Roma, 1941 (con successive edizioni).
- Geometria analitica (con E. Bompiani), Tipografia V. Ferri, Roma, 1942.
- Lezioni di geometria descrittiva, Tipografia Vergine, Galatina (LE), 1944 (con successive edizioni).
- Lezioni di meccanica razionale, G. Principato, Messina, 1946.
- Lezioni di geometria descrittiva per il primo biennio universitario, Libreria Eredi Vergilio Veschi, Roma, 1946 (con successive edizioni).
- Complementi ed esercizi di geometria descrittiva per il primo biennio universitario, Libreria Eredi Virgilio Veschi, Roma, 1946 (con successive edizioni).
- Algebra, ad uso dei ginnasi superiori, G. Principato, Messina, 1946.
- Algebra, ad uso degli istituti magistrali superiori, G. Principato, Messina, 1946.
- Lezioni di geometria analitica per il primo biennio universitario, Libreria Eredi Virgilio Veschi, Roma, 1947 (con successive edizioni).
- Geometria analitica, Edizioni Docet, Roma, 1950 (con successive edizioni).
- Geometria descrittiva, Edizioni Docet, Roma, 1952 (con successive edizioni).
- Geometria analitica. Complementi ed Esercizi, Edizioni Docet, Roma, 1953 (con successive edizioni).
- Abelsche Funktionen und Algebraische Geometrie, Springer-Verlag, Berlin, 1956.
- Aritmetica razionale per gli istituti magistrali (con G. Vaccaro), G. Principato, Messina, 1958.
- Introduzione alla topologia (con M. Benedicty), Edizioni Cremonese, Roma, 1960.